# Iorwerth Thomas
Iorwerth Thomas est un homme politique travailliste gallois né le 22 janvier 1895 à Cwmparc (en) et mort le 3 décembre 1966 à Cwmparc. Il est député à la Chambre des communes de 1950 à sa mort.

## Biographie

### Origines
Iorwerth Rhys Thomas naît le 22 janvier 1895 à Cwmparc (en), un village du Glamorgan. Il arrête sa scolarité à l'âge de treize ans pour travailler dans la mine de Dare, mais continue à suivre des cours du soir en économie et en histoire. Il est élu responsable de la pesée dans sa mine en 1922.
Thomas est syndiqué à la South Wales Miners' Federation (en) (SWMF), puis à la National Union of Mineworkers (NUM). Il est le président de la branche locale de la SWMF pendant la grève générale de 1926, ce qui lui vaut d'être condamné à trois mois de prison pour sa participation aux troubles.

### Carrière politique
Thomas adhère au Parti travailliste en 1918. Il siège comme conseiller du borough de la Rhondda de 1928 à 1951 et assure la présidence du conseil entre 1938 et 1939.
Lors des élections générales de 1950, Thomas est élu député à la Chambre des communes pour la circonscription de Rhondda West, où se trouve Cwmparc. Il est systématiquement réélu jusqu'à sa mort, le 3 décembre 1966, à l'âge de soixante-et-onze ans. Durant cette période, il se distingue par son opposition farouche au nationalisme gallois et au parti indépendantiste Plaid Cymru.